# Silivri
Silivri là một huyện thuộc tỉnh İstanbul, Thổ Nhĩ Kỳ. Huyện có diện tích 894 km² và dân số thời điểm năm 2007 là 125364 người, mật độ 140 người/km².